# X-Men 2
 For alternative betydninger, se X-Men (flertydig). (Se også artikler, som begynder med X-Men)
X-Men 2 (eng. titel X2 også kaldet X2: X-Men United) er en amerikansk superheltefilm fra 2003 instrueret og skrevet af Bryan Singer. Filmen er en fortsættelse til X-Men-filmen fra 2000 og har ligesom den forrige film Hugh Jackman, Patrick Stewart, Anna Paquin og Ian McKellen på rollelisten. Filmen blev i 2006 efterfulgt af X-Men: The Last Stand/X-Men: Det sidste opgør, som dog ikke er instrueret af Bryan Singer.

## Medvirkende
- Patrick Stewart – Professor Charles Xavier
- Hugh Jackman – James "Logan" Howlett/Wolverine
- Ian McKellen – Eric Lehnsherr/Magneto
- Halle Berry – Ororo Munroe/Storm
- Famke Janssen – Jean Grey/Phoenix
- James Marsden – Scott Summers/Cyclops
- Anna Paquin – Marie/Rogue
- Rebecca Romijn – Raven Darkholme/Mystique
- Brian Cox – William Stryker
- Alan Cumming – Kurt Wagner/Nightcrawler
- Bruce Davison – Senator Robert Kelly
- Shawn Ashmore – Bobby Drake/Iceman
- Aaron Stanford – John Allerdyce/Pyro
- Kelly Hu – Yukiro Oyama/Lady Deathstrike
- Michael Reid McKay – Jason 143
- Katie Stuart - Kitty Pryde/Shadowcat

## Ekstern henvisning
- X-Men 2 på Internet Movie Database (engelsk)
- X-Men 2 på Filmdatabasen
- X-Men 2 på Scope
- X-Men 2 i Svensk Filmdatabas (svensk)
- X-Men 2 på AlloCiné (fransk)
- X-Men 2 på MovieMeter (nederlandsk)
- X-Men 2 på AllMovie (engelsk)
- X-Men 2 hos American Film Institute (engelsk)
- X-Men 2 på Turner Classic Movies (engelsk)
- X-Men 2 på The Movie Database (engelsk)